# Leonard Roggeveen
Leonard Roggeveen (Schagen, 2 maart 1898 – Den Haag, 22 juni 1959) was een Nederlandse onderwijzer, schrijver en illustrator van kinder- en jeugdboeken en toneelstukken, redacteur van jeugdtijdschriften en radioprogrammamaker. Hij was een bijzonder productief schrijver met een fraaie, heldere en vaak licht humoristische schrijfstijl.

## Opleiding
Na een verlengde periode op de lagere school werd hij op veertienjarige leeftijd leerling aan de Rijkskweekschool in Haarlem. Na vier jaar behaalde hij de akte en werd hij beginnend onderwijzer in 's-Gravenzande. Daar behaalde hij op zijn twintigste de hoofdakte voor onderwijzer.

## Jeugdrubriek en toneel
In 's-Gravenzande begon Roggeveen een jeugdrubriek in zowel de Schager als de Westlandsche Courant.
Ook toneelspelen trok hem aan. In 1920 was hij enkele maanden lid van het gezelschap Die Ghesellen van de Spele onder leiding van Eduard Veterman. Hij speelde de rol van Floerant in het abele spel Gloriant, dat enkele keren werd opgevoerd in Leiden, Utrecht en Hilversum.
Van september 1921 tot februari 1923 was Roggeveen onderwijzer in Leiden, daarna tot zijn vervroegde pensionering in Den Haag.

## Bram Vingerling
In 1925 begon hij in de Schager Courant aan een feuilleton getiteld Bram’s Uitvinding, dat in 1926 gedeeltelijk ook in de Westlandsche Courant verscheen. Daar was de titel Abrovi. Dat viel collega-onderwijzer, schrijver en samensteller van bloemlezingen voor het Lager Onderwijs F.H.N. Bloemink op en hij bracht Roggeveen in contact met uitgeverij Van Goor, toen nog in Gouda. In 1927 verscheen het feuilleton onder de titel De ongelooflijke avonturen van Bram Vingerling in boekvorm; een jaar later gevolgd door Het geheim van het oude horloge, dat in 1926 ook als feuilleton in de Schager Courant was verschenen.
Beide boeken maakten Roggeveen bekend in grote kring. Het waren opmerkelijke jongensboeken over mysterieuze zaken, het eerste over een drank die onzichtbaar maakt en het tweede over een geheimzinnige kracht. Roggeveen heeft altijd veel belangstelling gehad voor de technische vernieuwingen die elkaar in die tijd snel opvolgden.

## Toneelschrijver, kinderboekenschrijver en illustrator
Na de twee jongensboeken verschenen er toneelstukken, boeken over wat hij noemde ‘het gewone jongensleven’ en boeken voor jonge kinderen.
In 1931 schreef hij De baard van Daantje. Net als bij de eerdere toneelstukken tekende Roggeveen voor Daantje zelf de plaatjes. De uitgever verwachtte er niet veel van ("welke kleine kinderen zijn er nou geïnteresseerd in de belevenissen van een oud mannetje?"), maar het boek werd toch een groot succes. De uitgever vroeg Roggeveen een vervolg te schrijven. In totaal verschenen tien boekjes over Daantje. Daarnaast schreef en tekende Roggeveen op verzoek van de uitgever een boekje voor nog kleinere kinderen over een kabouter, Okkie Pepernoot. Ook die serie, die uiteindelijk uit twaalf boekjes zou bestaan, werd een succes. Voor later uitgegeven boeken tekende Roggeveen ook zelf de plaatjes, zoals de Jan Jaap-serie, de Dierenserie en de Sterreboekjes. De illustraties voor de boekbanden maakte hij ook vaak zelf.

## Lezingen en radioprogramma's
Naast lesgeven en schrijven hield Roggeveen lezingen; veelal over kinderboeken. Ook presenteerde hij radioprogramma's voor kinderen, zowel voor als na de Tweede Wereldoorlog. Na de oorlog was dat De Schoolbel van de AVRO, een programma van een half uur waarin hij praatte met kinderen over actuele en minder actuele zaken. Roggeveen was ook redacteur van het jeugdblad Kris Kras en Het Kind.
In 1952 werd hij vanwege hartklachten afgekeurd. Wel bleef hij boeken schrijven. Op 22 juni 1959 overleed hij in Den Haag op 61-jarige leeftijd.

## Invloed
De latere schrijver Harry Mulisch werd in zijn jeugd gefascineerd door de scheikunde van Bram Vingerling.

## Indeling van zijn werk
Roggeveen schreef verschillende soorten jeugdboeken:
- schoolleesboekjes
- sciencefiction
- speurdersboeken
- boeken over geschiedenis en taal
- verhalen uit zijn jeugd
- verhalen voor kleuters

## Publicaties
1925
- De gelaarsde kat, toneelstuk, uitgegeven bij Uytgeverye vant Ryckste, ’s-Gravenhage

1927
- De ongelofelijke avonturen van Bram Vingerling
- Hoe Jan Klaassen den zieken Koning beter maakte

1928
- Het geheim van het oude horloge
- De voetbalclub van de vierde klas, een verhaal voor jongens en meisjes

1929
- Het prinsesje en de roode toovenaar (in 1930 herdrukt met als titel Prinses Desiree lacht niet mee)
- De elektrische man
- De hoogvliegers, een dorpsverhaal dat waar gebeurd is
- De geschiedenis van Jantje Kwak
- De wonderlijke reis van Jan Klaassen, beeldverhaal (strip), getekend door Felix Hess. Verschenen in het Algemeen Handelsblad en het Nieuwsblad van het Noorden, vervolgens door het Algemeen Handelsblad uitgegeven in boekvorm.

1930
- Draadlooze ogen
- Prinses Desiree lacht niet mee (herdruk van Het prinsesje en de roode tovenaar)
- Van den sneeuwman die praten kon ...!
- De zeven jongens van Duinoord

1931
- De baard van Daantje
- Het draaiorgel van meneer Doncker (in 1939 herdrukt onder de titel Op stap met Meneer Doncker)
- De zeven jongens in sneeuw

1932
- Onze vroolijke zesde klas (later herdrukt in de Zilverserie met als titel Toon en zijn vrienden)
- Woudstra knapt ’t op!

1933
- Daantje gaat schaatsenrijden
- Bij moeder thuis / Piet en Nel bij moeder thuis
- Naar school / Piet en Nel gaan naar school
- De vriendjes / Piet en Nel en hun vriendjes
- Vacantie / Piet en Nel hebben vakantie
- Een stelletje koppen (in 1937 herdrukt onder de titel: Vier koppen en een Fordje)

1934
- Daantje past op het huis
- Okkie Pepernoot
- Okkie en zijn vriendjes
- Okkie weet raad
- Okkie in de kou

1935
- Daantje doet boodschappen
- In de staart van de komeet
- Pas op, Toontje!

1936
- Daantje gaat op reis
- De krant van Kees van Dam
- Piet en Nel op het ijs
- Piet en Nel gaan logeren

1937
- Assepoester (serie: Bekende sprookjes opnieuw verteld)
- De gelaarsde kat (serie: Bekende sprookjes opnieuw verteld)
- De gouden gans (serie: Bekende sprookjes opnieuw verteld)
- Hans en Grietje (serie: Bekende sprookjes opnieuw verteld)
- Klein Duimpje (serie: Bekende sprookjes opnieuw verteld)
- Roodkapje (serie: Bekende sprookjes opnieuw verteld)
- De schone slaapster in het bos (serie: Bekende sprookjes opnieuw verteld)
- Sneeuwwitje (serie: Bekende sprookjes opnieuw verteld)
- Hier is... Jan-Jaap!
- Piet en Nel voor het voetlicht
- Piet en Nel stichten een club
- Wereldkampioen 2003
- Vier koppen en een Fordje (herdruk van Een stelletje koppen)
- Historische taferelen (met J.J. Moerman)
- Uit het leven van Willem van Oranje (met J.J. Moerman) (ter gelegenheid van het huwelijk van prinses Juliana en prins Bernhard)

1938
- Daantje helpt een handje
- Jan-Jaap is jarig!
- Piet en Nel maken een poppenkast
- De zeven jongens in de lucht

1939
- Boer, wil jij mijn kat eens vangen? (Dierenserie)
- Jan-Jaap en zijn beesten

1940
- Op stap met meneer Doncker (herdruk van Het draaiorgel van Meneer Doncker)
- Wie heeft er trek in een pannekoek?
- Daantje groot en Daantje klein
- Daantje, wat doe je daar?
- De jongens van de Klaverwei

1941
- Okkie gaat verhuizen
- Okkie en de vogels
- Okkie's verrassing
- Okkie en Klaasje
- Van zes uur ’s avonds tot twee uur ’s nachts (later herdrukt onder de titel: De geheimzinnige druppels in de Zilverserie)

1942
- Daantje koopt kippen
- Piep, zei de muis (Dierenserie)
- Kip, ik heb je! (Dierenserie)
- Piet en Nel nemen afscheid

1946
- Jantje Kwak en zijn avonturen (Dierenserie)
- Okkie en Moortje
- Okkie, waar zit je?
- Sambo, ga je mee?
- Van een kip, een eend, een hond, een kat en een tamme kraai (Dierenserie)
- Winter op de Klaverwei

1947
- De kijkdoos (Uitgegeven door de Nederlandse Spaarbankbond in het jeugdtijdschrift De Gelukscent)
- De grabbelton (Uitgegeven door de Nederlandse Spaarbankbond in het jeugdtijdschrift De Gelukscent)
- De rarekiek (Uitgegeven door de Nederlandse Spaarbankbond in het jeugdtijdschrift De Gelukscent)
- Wees voorzichtig, Daantje
- Jan-Jaap maakt een sneeuwpop

1948
- Hallo, meneer de...
- In vogelvlucht, 12 delen (met C. de Jong)
- Spreken- spellen; schrijven- stellen, 11 delen (met D.G.G. van Ringelestein)
- Drie letters P.T.T. (Uitgegeven door de P.T.T.)
- Wij herdenken (openluchtspel ter gelegenheid van de inhuldiging van koningin Juliana)

1949
- Het gezelschap Vierhout (een hoofdstuk is later herdrukt in de Zilverserie met als titel Een zeldzaam partijtje voetbal)
- Dit is Klaasje
- Goed zo, Klaasje!
- Klaasje en Dikkie
- Klaasjes verjaardag
- Vlug naar het doel

1950
- De broederschap van de rode haren
- Taalmethode voor de lagere school (met Dr. D.G.G. van Ringelestein)
- Van zingende torens en malende molens (met Dr. D.G.G. van Ringelestein) (Uitgegeven door de Nederlandse Spaarbankbond)

1951
- Voorjaar op de Klaverwei

1952
- Doe je mee?
- Jan-Jaap heeft een trein
- Sta vast! (bloemlezing)
- Wij doen geschiedenis A (met C. Eegdeman)

1953
- Dikkie Doedel (Sterreboekje)
- Dip en Dop (Sterreboekje)
- Lange Wannes (Sterreboekje)
- Meneer Bobijn (Sterreboekje)
- Mis, poes! (Dierenserie)
- Vincent van Gogh
- De toverfluit (bloemlezing, met D.L.Daalder)
- Wij doen geschiedenis B (met C. Eegdeman)

1954
- Over water en zo (met Dr. D.G.G. van Ringelestein) (Uitgegeven door Rijkspostspaarbank)
- Het zonderlinge testament (De familie Ambrosius 1) (Fantasiareeks)

1955
- Appie Ammerlaan
- Grietje Grubbel (Sterreboekje)
- Liesje gaat naar het ziekenhuis
- Piet Jan Knor (Sterreboekje)
- De sneeuwman (Sterreboekje)
- Ventje Vijfhaar (Sterreboekje)
- De club van Kareltje (Uitgegeven door de Rijkspostspaarbank)

1956
- Rembrandt
- Bram Alleman (Sterreboekje)
- Jan Piederiet (Sterreboekje)
- Snip Snap Snor (Sterreboekje)
- Vrouw Handjegauw (Sterreboekje)
- Een gezellige dag (Uitgegeven door de Rijkspostspaarbank)

1957
- De Klok voor de spiegel (De familie Ambrosius 2)
- Spanning in “De Rode Leeuw” (Fantasiareeks)
- De kleine Marioleine (Uitgegeven door de Rijkspostspaarbank)

1958
- Een stuiver drop
- De radio-detective (herdruk in Van Goor’s Zilverserie van Draadlooze oogen)
- Wat zal ik worden? (met Dr. D.G.G. van Ringelestein)

1959
- De blauwe Braziliaan (De familie Ambrosius 3)
- Okkie en de rups
- Okkie kan toveren
- Hans en Grietje (Radion-serie A)
- Doornroosje (Radion-serie A)
- Gelukkige Hans (Radion-serie A)
- De wolf en de zeven geitjes (Radion-serie B)
- De haas en de egel (Radion-serie B)
- Zwaan kleef aan (Radion-serie B)
- Assepoester (Radion-serie C)
- Vrouw Holle (Radion-serie C)
- Roodkapje (Radion-serie C)
- Kris-kras door Den Haag

1960
- De loep

Jaartal onbekend
- De gouden kastanje (toneelstuk voor de zesde klas)